# Triplasius pictus
Triplasius pictus är en tvåvingeart som först beskrevs av Georg Wolfgang Franz Panzer 1794.  Triplasius pictus ingår i släktet Triplasius och familjen svävflugor. Inga underarter finns listade i Catalogue of Life.